# Leif Niclasen
Leif Niclasen (Eiði, 1º ottobre 1986) è un ex calciatore faroese, di ruolo difensore.

## Carriera

### Club
Ha giocato nella prima divisione faroese.

### Nazionale
Tra il 2008 e il 2013 ha giocato 2 partite con la nazionale faroese.

## Palmarès

### Individuale
- Capocannoniere della 2. deild: 1

2007 (16 reti)